# Ferenc Varga
Pour les articles homonymes, voir Varga.
Ferenc Varga, né le 3 juillet 1925 à Romhány (Hongrie) et mort le 17 janvier 2023 à Budapest, est un kayakiste hongrois pratiquant la course en ligne.

## Palmarès

### Jeux olympiques de canoë-kayak course en ligne
- 1952 à Helsinki,  Finlande
  -  Médaille de bronze en K-2 10000m [3]